# Jacamim-de-costas-escuras
O jacamin-de-costas-escuras (nome científico: Psophia obscura) é uma espécie de ave da família Psophiidae que é endêmica do Brasil. Como as demais espécies do gênero dos jacamins, ocorre na Bacia Amazônica e é encontrada apenas na margem direita do rio Tocantins, no Pará e Maranhão, restrito ao Centro de Endemismo Belém.
P. obscura é uma espécie em perigo crítico de extinção porque mais de 75 % de seu habitat foi destruído e a espécie sofre intensa pressão de caça, o que levou a uma redução populacional estimada em 80 %.

## Taxonomia e evolução
Apesar de algumas controvérsias taxonômicas, o DNA mitocondrial do gênero Psophia confirmou a separação de P. obscura de P. interjecta, P. dextralis e P. viridis, com as quais a espécie compartilhou um antepassado comum ao sul do rio Madeira há entre 1 a 2 milhões de anos, quando este antepassado se separou de P. leucoptera.

## Ameaças
O jacamim-de-costas-escuras está criticamente ameaçado de extinção devido à caça e à destruição das florestas de terra firme para a implantação de pastagens e plantios de soja. Atualmente apenas duas populações disjuntas são encontradas na natureza: na ameaçada Reserva Biológica do Gurupi e nas proximidades das cidades de Paragominas e Tailândia. A área de distribuição geográfica da espécie é uma das mais degradadas e ameaçadas pelo desmatamento da Floresta Amazônica.